# Ove Andersson

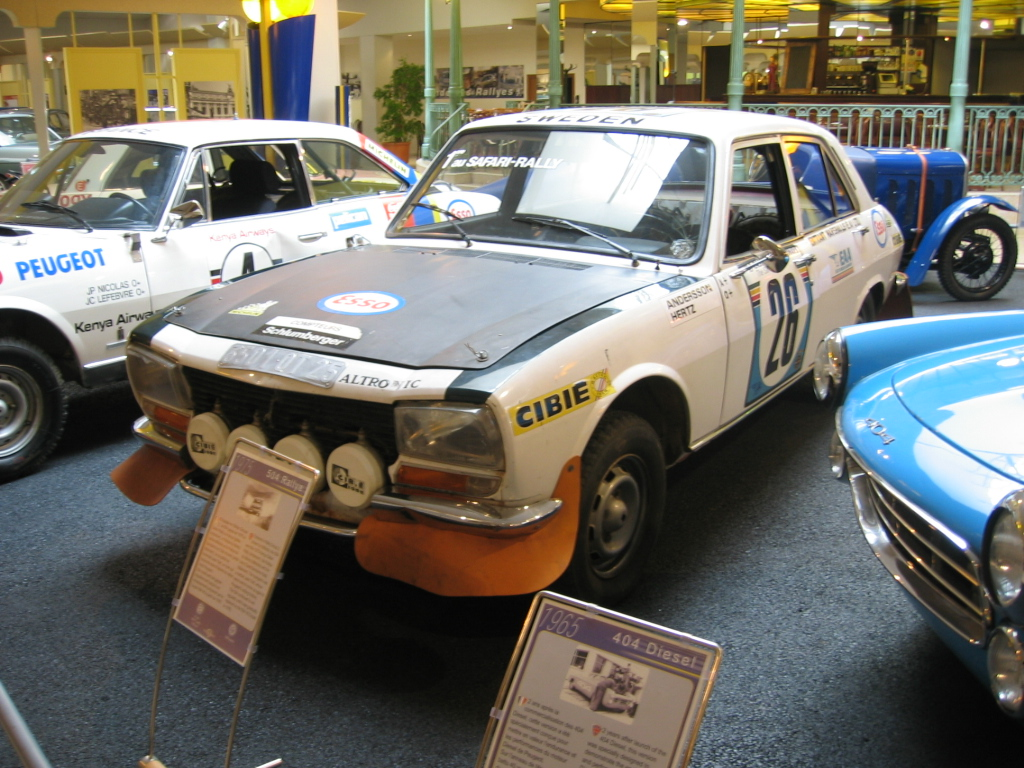
Peugeot 504 con el que Andersson venció el Rally Safari de 1975.

Ove Andersson (3 de enero de 1938 Upsala, Suecia – 11 de junio de 2008 Oudtshoorn, Sudáfrica) fue un piloto de rally sueco y el primer director de equipo de Toyota en la Fórmula 1. Compitió en el Campeonato Mundial de Rally entre 1973 y 1982 consiguiendo una victoria en el Rally Safari en 1975.
Era conocido con el sobrenombre de Påven ("Papa").

## Trayectoria

### Rally
Antes del nacimiento del Campeonato Mundial de Rally Andersson compitió en diferentes pruebas de rally del continente europeo logrando cinco victorias entre las que destacan el Rally de Suecia o el Rally de Montecarlo.
Compitió en el Mundial entre 1973 y 1982, en un total de 28 pruebas logrando 7 podios y una victoria en el Rally Safari de 1975.
En la década de 1970, era el dueño de su propio equipo de rally, el Motorsport Andersson, que más tarde se convirtió en el Toyota Team Europe, que ganó varios títulos en el Campeonato Mundial de Rally, incluyendo los títulos de Carlos Sainz en 1990 y 1992.

#### Victorias
| # | Rally                                 | Año  | Copiloto    | Automóvil                |
| - | ------------------------------------- | ---- | ----------- | ------------------------ |
| 1 | Rally de Suecia                       | 1966 | Arne Hertz  | Lotus Cortina            |
| 2 | Rally de Montecarlo                   | 1971 | David Stone | Alpine-Renault A110      |
| 3 | 2º Sanremo-Sestriere - Rally d'Italia | 1971 | Tony Nash   | Alpine-Renault A110 1600 |
| 4 | Österreichische Alpenfahrt            | 1971 | Arne Hertz  | Alpine-Renault A110 1600 |
| 5 | Rally Acrópolis                       | 1971 | Arne Hertz  | Alpine-Renault A110 1600 |

### Victorias en el WRC
| # | Rally             | Año  | Copiloto   | Automóvil   |
| - | ----------------- | ---- | ---------- | ----------- |
| 1 | 23rd Safari Rally | 1975 | Arne Hertz | Peugeot 504 |

### Resultados
| Año  | Equipo                     | Automóvil                  | 1       | 2       | 3       | 4       | 5       | 6     | 7      | Pos. | Puntos |
| ---- | -------------------------- | -------------------------- | ------- | ------- | ------- | ------- | ------- | ----- | ------ | ---- | ------ |
| 1973 | Alpine Renault Elf         | Alpine-Renault A110 1800   | MON 2   |         |         |         |         |       |        | -    | -      |
| 1973 | Lancia Marlboro            | Lancia Fulvia 1.6 Coupé HF |         | SWE Ret |         |         |         |       |        | -    | -      |
| 1973 | Team Toyota                | Toyota Celica              |         |         | POR Ret |         | GRE Ret | AUS 8 |        | -    | -      |
| 1973 | Team St. Bruno             | Toyota Celica              |         |         |         |         |         |       | GBR 12 | -    | -      |
| 1973 | Marshalls East Africa Ltd. | Peugeot 504                |         |         |         | KEN 3   |         |       |        | -    | -      |
| 1974 | Team Toyota                | Toyota Corolla             | POR 4   |         | GBR Ret |         |         |       |        | -    | -      |
| 1974 | Marshalls East Africa Ltd. | Peugeot 504                |         | KEN Ret |         |         |         |       |        | -    | -      |
| 1975 | Marshalls East Africa Ltd. | Peugeot 504                | KEN 1   |         |         |         |         |       |        | -    | -      |
| 1975 | Team Toyota                | Toyota Corolla             |         | GRE Ret | POR 3   |         |         |       |        | -    | -      |
| 1975 | Team Toyota                | Toyota Celica              |         |         |         | GBR Ret |         |       |        | -    | -      |
| 1976 | Toyota Team Europe         | Toyota Celica 2000GT       | POR 2   | GRE Ret |         |         |         |       |        | -    | -      |
| 1976 | Toyota Team Europe         | Toyota Corolla             |         |         | GBR 5   |         |         |       |        | -    | -      |
| 1977 | Toyota Team Europe         | Toyota Celica 2000GT       | POR 3   | GRE Ret |         |         |         |       |        | -    | -      |
| 1978 | Toyota Team Europe         | Toyota Celica 2000GT       | POR 4   |         | GRE Ret |         |         |       |        | -    | -      |
| 1979 | Toyota Team Europe         | Toyota Celica 2000GT       | POR 3   | GRE Ret | CDM 5   |         |         |       |        | 13º  | 20     |
| 1980 | Toyota Team Europe         | Toyota Celica 2000GT       | POR 6   | GRE 6   |         |         |         |       |        | 24º  | 12     |
| 1980 | Premoto Toyota             | Toyota Celica 2000GT       |         |         | CDM Ret |         |         |       |        | 24º  | 12     |
| 1982 | Premoto Toyota             | Toyota Celica 2000GT       | CDM Ret |         |         |         |         |       |        | -    | 0      |

- Nota: entre 1973 y 1976 no se disputó el Título de Pilotos. En 1977 y 1978 se celebró la Copa FIA para pilotos.

### Toyota
Andersson fue el primer director del equipo Toyota en la Fórmula 1, que hizo sus inicios en el año 2002. Se retiró al año siguiente, pero se mantuvo en el equipo como consultor.

## Muerte
Ove Andersson falleció el 11 de junio de 2008 mientras competía en un rally de clásicos en Sudáfrica al colisionar de frente en una curva.